# Territoire du Dakota
1861–1889
Entités suivantes :
- Dakota du Nord
- Dakota du Sud

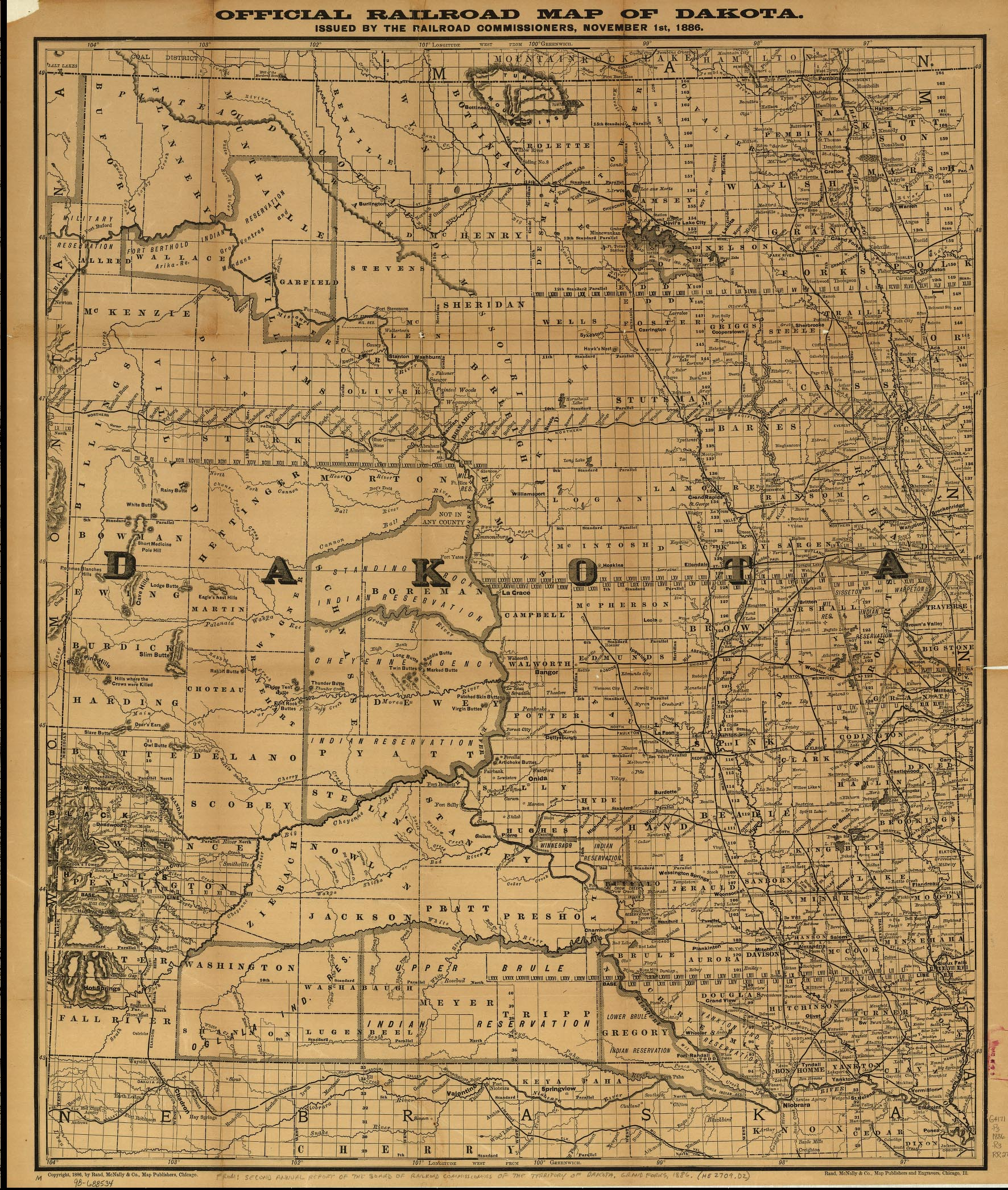
Carte du territoire du Dakota datant des environs de 1886

Le territoire du Dakota est un territoire des États-Unis qui exista de 1861 à 1889. Il couvre alors la partie septentrionale de la Louisiane acquise par les États-Unis d'Amérique en 1804. 

## Histoire
Avant son organisation en territoire distinct la plupart de son étendue faisait partie du territoire du Minnesota. Quand celui-ci devient un État en 1858, les territoires adjacents perdent toute organisation administrative. À la signature du traité de Yankton la même année, transférant la plupart des terres Lakotas au gouvernement américain, les quelques colons présents forment un gouvernement provisoire et tentent sans succès d'obtenir le statut de territoire. Après trois années d'intense lobbying de la part du beau-frère d'Abraham Lincoln, J.B.S. Todd, Washington reconnaît finalement le territoire du Dakota le 2 mars 1861 qui couvre pendant un temps de larges sections des actuels États du Montana et du Wyoming.
En 1863, il est réduit aux dimensions actuelles des deux Dakota par la création du territoire de l'Idaho incorporant les terres situées à l'ouest du 117e méridien.
En 1864, le territoire récupère une partie de ces terres retirées du territoire de l'Idaho (en vert sur la carte), situées au sud de la latitude du 46°30'N, sur le versant oriental du Continental Divide, ainsi que ceux à l'est de la longitude du 110°03' W. Section que le territoire perd quatre ans plus tard par la création du territoire du Wyoming à l'ouest du 117e méridien. 
La capitale du territoire est Yankton de 1861 à 1883, date à laquelle elle est transférée à Bismarck. 
Une proposition de loi pour la création de plusieurs États dont ceux du Dakota du Nord et du Dakota du Sud en lieu et place du territoire nommé est votée le 22 février 1889 sous la présidence de Grover Cleveland et nommée l’Enabling Act of 1889 Après le départ de ce dernier, il revient à son successeur, Benjamin Harrison, de signer la proclamation officielle admettant les Dakota du Nord et du Sud dans l'Union le 2 novembre 1889. 
L'admission simultanée de ces deux États au lieu d'un seul est due à plusieurs facteurs, parmi lesquelles la volonté du Parti républicain de renforcer le poids politique du Sénat.
Il est très difficile de savoir lequel du Dakota du Nord ou du Dakota du Sud a été intégré en premier puisque la signature a eu lieu le même jour. Le président Benjamin Harrison a toujours refusé d'indiquer l'ordre dans lequel il a signé les décrets. Cependant, la proclamation a été réalisée en premier pour le Dakota du Nord (en tant que premier par ordre alphabétique). Aussi est-il indiqué avant le Dakota du Sud par la plupart des sources.

## Gouverneurs
- 1861 – 1863 : William Jayne
- 1863 – 1866 : Newton Edmunds
- 1866 – 1869 : Andrew Jackson Faulk
- 1869 – 1873 : John A. Burbank
- 1874 – 1878 : John L. Pennington
- 1878 – 1880 : William Alanson Howard
- 1880 – 1884 : Nehemiah G. Ordway
- 1884 – 1886 : Gilbert A. Pierce
- 1887 – 1889 : Louis K. Church
- 1889 : Arthur C. Mellette